# Diocesi di Talca
La diocesi di Talca (in latino: Dioecesis Talcensis) è una sede della Chiesa cattolica in Cile suffraganea dell'arcidiocesi di Santiago del Cile. Nel 2022 contava 469.655 battezzati su 720.534 abitanti. È retta dal vescovo Galo Fernández Villaseca.

## Territorio
La diocesi comprende la provincia di Talca (esclusi i comuni di Constitución ed Empedrado) e la provincia di Curicó, nella regione del Maule, in Cile.
Sede vescovile è la città di Talca, dove si trova la cattedrale di Sant'Agostino.
Il territorio si estende su 17.424 km² ed è suddiviso in 46 parrocchie, raggruppate in 5 zone pastorali.

### Parrocchie

#### Zona pastorale di Talca città
- Cattedrale di Sant'Agostino
- Cuore Immacolato di Maria
- Nostra Signora di Fatima
- San Luigi
- Sant'Anna
- Sant'Agostino
- San Sebastiano
- Immacolata Concezione
- I Dodici Apostoli
- Santa Teresa del Bambin Gesù
- Nostra Signora della Mercede
- Spirito Santo
- Sacra Famiglia
- Sant'Alberto Hurtado

#### Zona pastorale di Talca rurale
- San Giuseppe, Colín (Maule)
- Sacro Cuore di Gesù, Maule
- San Giuseppe, Duao (Maule)
- San Raffaele, San Rafael
- San Giuseppe, Pelarco
- San Clemente, San Clemente
- Immacolata Concezione, Pencahue
- Bajos de Lircay,  San Clemente
- Sant'Amalia, El Sauce (Talca)
- Sacro Cuore di Gesù, Gualleco (Curepto)

#### Zona pastorale di Curicó città
- Nostra Signora delle Mercede
- San Giovanni Battista
- Nostra Signora del Rosario
- Cristo Risorto
- Gesù Operaio
- Gesù di Nazareth
- San Francesco
- San Giuseppe
- Santa Fede

#### Zona pastorale di Curicó rurale
- San Giovanni di Dios, Teno
- Nostra Signora del Pilar, Romeral
- San Pietro, Rauco
- San Bonifacio, Lontué
- Unità Pastorale, Sarmiento (Curicó)
- Nostra Signora del Transito, Molina
- Sacra Familia, Sagrada Familia
- Nostra Signora di Lourdes, Cordillerilla (Los Niches, Curicó)
- Santi Pietro e Paolo, Comunidad de Casablanca (Lontué)
- Nostra Signora della Mercede, Cumpeo (Río Claro)

#### Zona pastorale litorale
- Immacolata Concezione, Villa Prat (Sagrada Familia)
- Santissimo Sacramento, Hualañé
- Nostra Signora del Rosario, Curepto
- San Michele Arcangelo, Licantén
- Nostra Signora del Carmine, Vichuquén
- San Policarpo, La Huerta de Mataquito (Hualañé)
- Vice-parrocchia di Llico (Vichuquén)

## Storia
La missione sui iuris di Talca fu eretta nel 1913, ricavandone il territorio dall'arcidiocesi di Santiago del Cile.
Il 18 ottobre 1925 la missione sui iuris è stata elevata a diocesi con la bolla Apostolici muneris di papa Pio XI.
Il 10 gennaio 1963 ha ceduto una parrocchia alla diocesi di Linares e il 30 aprile 1970 ha ceduto il territorio del dipartimento di Santa Cruz alla diocesi di Rancagua.

## Cronotassi dei vescovi
Si omettono i periodi di sede vacante non superiori ai 2 anni o non storicamente accertati.
- Miguel León Prado † (12 giugno 1913 - 14 dicembre 1925 nominato vescovo di Linares) (amministratore apostolico)

- Carlos Silva Cotapos † (14 dicembre 1925 - 21 gennaio 1939 dimesso[1])
- Manuel Larraín Errázuriz † (21 gennaio 1939 succeduto - 22 giugno 1966 deceduto)
- Carlos González Cruchaga † (4 gennaio 1967 - 12 dicembre 1996 ritirato)
- Horacio del Carmen Valenzuela Abarca (12 dicembre 1996 - 28 giugno 2018 dimesso)
  - Sede vacante (2018-2021)
- Galo Fernández Villaseca, dal 20 marzo 2021[2]

## Statistiche
La diocesi nel 2022 su una popolazione di 720.534 persone contava 469.655 battezzati, corrispondenti al 65,2% del totale.
| anno | popolazione | popolazione | popolazione | presbiteri | presbiteri | presbiteri | presbiteri                | diaconi | religiosi | religiosi | parrocchie |
| anno | battezzati  | totale      | %           | numero     | secolari   | regolari   | battezzati per presbitero | diaconi | uomini    | donne     | parrocchie |
| ---- | ----------- | ----------- | ----------- | ---------- | ---------- | ---------- | ------------------------- | ------- | --------- | --------- | ---------- |
| 1950 | 280.000     | 300.000     | 93,3        | 111        | 51         | 60         | 2.522                     |         | 80        | 154       | 39         |
| 1966 | 380.000     | 410.000     | 92,7        | 122        | 67         | 55         | 3.114                     |         | 94        | 295       | 48         |
| 1970 | 320.000     | 347.718     | 92,0        | 93         | 52         | 41         | 3.440                     |         | 41        | 262       | 40         |
| 1976 | 420.000     | 500.000     | 84,0        | 78         | 43         | 35         | 5.384                     | 7       | 65        | 164       | 38         |
| 1980 | 434.300     | 517.800     | 83,9        | 63         | 28         | 35         | 6.893                     | 15      | 72        | 165       | 38         |
| 1990 | 498.000     | 539.000     | 92,4        | 71         | 51         | 20         | 7.014                     | 14      | 42        | 180       | 41         |
| 1999 | 468.070     | 577.864     | 81,0        | 82         | 60         | 22         | 5.708                     | 22      | 45        | 240       | 42         |
| 2000 | 474.154     | 585.376     | 81,0        | 78         | 56         | 22         | 6.078                     | 21      | 45        | 230       | 42         |
| 2001 | 463.426     | 579.283     | 80,0        | 71         | 47         | 24         | 6.527                     | 21      | 44        | 227       | 42         |
| 2002 | 458.402     | 580.256     | 79,0        | 74         | 47         | 27         | 6.194                     | 22      | 47        | 219       | 42         |
| 2003 | 458.500     | 580.720     | 79,0        | 67         | 46         | 21         | 6.843                     | 24      | 40        | 232       | 42         |
| 2004 | 462.950     | 586.520     | 78,9        | 67         | 45         | 22         | 6.909                     | 24      | 41        | 219       | 42         |
| 2010 | 465.269     | 616.150     | 75,5        | 62         | 48         | 14         | 7.504                     | 30      | 29        | 198       | 45         |
| 2014 | 457.953     | 641.270     | 71,4        | 69         | 53         | 16         | 6.637                     | 32      | 33        | 166       | 45         |
| 2017 | 460.455     | 702.860     | 65,5        | 63         | 47         | 16         | 7.308                     | 36      | 36        | 144       | 45         |
| 2020 | 464.306     | 708.929     | 65,5        | 54         | 39         | 15         | 8.598                     | 37      | 31        | 143       | 45         |
| 2022 | 469.655     | 720.534     | 65,2        | 52         | 39         | 13         | 9.031                     | 38      | 29        | 122       | 46         |